# Daniel Günther
Daniel Günther (Kiel, 24 de julio de 1973) es un político alemán de la Unión Demócrata Cristiana de Alemania (CDU). Desde el 28 de junio de 2017 es el 14º ministro presidente de Schleswig-Holstein.

## Biografía

### Formación
Günther completó su educación secundaria en 1993 y posteriormente estudió Ciencias Políticas, Economía y Psicología en la Universidad de Kiel, obteniendo su título de máster en Ciencias Políticas en 2001. Entre 1998 y 2014, fue concejal en la ciudad de Eckernförde.

### Carrera parlamentaria
En 2009, Günther fue elegido miembro del Landtag de Schleswig-Holstein. En noviembre de 2016, asumió la presidencia de la CDU en este estado. 
En el año 2016, tras la dimisión de Ingbert Liebing como candidato y líder de la CDU en Schleswig-Holstein debido a los desfavorables resultados en las encuestas, Daniel Günther fue designado por los miembros del partido como nuevo líder estatal y candidato a las elecciones de 2017.
En dichos comicios, celebrados en 2017, Günther logró revertir las tendencias negativas y condujo a la CDU a la victoria con un 32,0 % de los votos. Sin embargo, al no alcanzar la mayoría absoluta, fue necesario formar una coalición. Dado que el Partido Socialdemócrata renunció tanto a encabezar el gobierno como a formar parte de uno, Günther impulsó una alianza tripartita entre la CDU, Los Verdes y el Partido Democrático Libre, conocida como coalición "Jamaica". Fue elegido Ministro-Presidente de Schleswig-Holstein el 28 de junio de 2017 con mayoría absoluta en el Landtag.
Entre noviembre de 2018 y octubre de 2019, Günther desempeñó el cargo de Presidente del Bundesrat, luego de este fue vicepresidente desde noviembre de 2019 hasta octubre de 2020.
En las elecciones estatales de 2022, la CDU obtuvo su mejor resultado desde 1983 con un 43,4 % de los votos, quedando a solo un escaño de la mayoría absoluta. Ante la necesidad de formar una coalición, se barajaron cuatro posibles opciones: una alianza con Los Verdes, con el SPD, con el FDP o con la Asociación de Votantes del Schleswig Meridional. Finalmente, se optó por una coalición con Los Verdes, y Günther fue reelegido Ministro-Presidente el 29 de junio de 2022.

## Posiciones políticas
Günther es reconocido por su enfoque pragmático y su disposición al diálogo entre partidos. Ha abogado por mantener mayorías políticas que excluyan tanto a la AfD como a Die Linke, destacando la importancia de la estabilidad y la cooperación en la política alemana por ello es considerado miembro de la facción centrista de la CDU.